# Tunbridge (Vermont)
Pour les articles homonymes, voir Tunbridge.
Tunbridge est une ville américaine située dans le Comté d'Orange, dans le Vermont. Selon le recensement de 2020, sa population est de 1 337 habitants.